# Новощербинівська
Новощербинівська — станиця в Щербинівському районі Краснодарського краю, утворює Новощербинівське сільське поселення.
Населення — 6,6 тис. мешканців (2003), друге місце по району після Старощербинівської.
Новощербинівська розташована на правому березі степової річки Ясені, за 15 км південніше районного центру Старощербинівської, де знаходиться найближча залізнична станція. Водовід від станиці Ленинградської (з 1980-х), газопровід (з 2001 року). Є лікарня, дві школи, три дитячих садки, АТС на 1500 номерів, будинок культури.
У просторіччі назву станиці вимовляється як Новощербинівка.
- У 1827, нове поселення заснували козаки, що відокремилися від куреня Щербинівський (сучасна станиця Старощербинівська).
- З 1830 — станиця Старощербинівська.
- До 1920, станиця Новощербинівська входила в Єйський відділ Кубанської області. До громадянської війни населення станиці — близько 18 тисяч мешканців.
- Під час окупації (серпень 1942 — лютий 1943) зондеркомандою СС в станиці були страчено близько 300 біженців, в основному євреїв.

## Відомі люди
- Макаренко Іван Леонтійович — голова Кубанської законодавчої ради, лідер «чорноморців».
- Макаренко Петро Леонтійович — громадський і політичний діяч, педагог, учений.
- Неговєлов Сергій Федорович — радянський ґрунтознавець.